# Rhodocolea
Rhodocolea é um género botânico pertencente à família Bignoniaceae.

## Espécies
- Rhodocolea boivini
- Rhodocolea involucrata
- Rhodocolea linearis
- Rhodocolea nobilis
- Rhodocolea perrieri
- Rhodocolea racemosa
- Rhodocolea telfairiae